# 定義家謬誤
定義家謬誤（definist fallacy）可指涉三種與論證時對相關詞語不當定義有關的謬誤。其一是把某個特質定義為另一個詞語，其二是堅持使用說服性的定義，其三是堅持在使用詞語前一定要先定義。

## 把某個特質定義為另一個詞語
定義家謬誤一詞首見於1939年的英國分析哲學雜誌《心靈》上，威廉·K·福蘭肯納使用這個詞語批判自然主義謬誤，他認為，自然主義者刻意把「好」定義為所有自然的特質，且拒絕把任何不自然的東西定義為「好」。

## 堅持使用說服性的定義
定義有詞法定義與約定定義與之分，前者是人們使用該詞語的實際用法，可連結到該詞語的一般用法及衍生議題，並且是有對錯可言的；後者則僅僅是在討論特定主題的情境中約定的用法，參與者用法一致、避免誤解即可，沒有明確的對錯。
有些人堅持把特定詞語定義為具有說服性的定義（詞法定義），例如將人定義為「理性的動物」，以證成自己的主張，比如「所有人都是理性的」，卻不為這定義提供理據，這便是不恰當的論證。

## 堅持使用詞語前先定義
辯論時雙方往往對關鍵字詞的理解不會完全相同，致使彼此無法完全互相瞭解，甚或誤解，為詞語下清晰定義是幫助互相瞭解的方式。然而定義並非幫助互相瞭解的唯一方法，往往也不是最佳方法。
即使是常用的詞語，往往也難以給出滴水不漏的精確定義，例如「大象」和「橡樹」，我們很難提出明確的判定準則，但我們不會因為無法精確定義便無法區分兩者的不同。同樣的，也不會因為無法精確定義「紅色」，就表示當一個人說出「紅色」時搞不清楚自己在說什麼。
要瞭解或釐清一個詞語，不一定要定義，也可以透過舉例或大致描述等方式說明。例如要說明「蘋果」是什麼，可以指著一顆典型的蘋果說「這是蘋果」。這是例示法，尤其常用於初學語言的嬰幼兒身上。再如兩人對一個東西是否為紅色有歧見，一方可以像這樣說明：「我指的紅色是比較鮮豔的紅色，像蘋果皮的就不是紅色，因此我說這東西不是紅的。」
這種「定義家謬誤」是堅持一定要為討論中提及的關鍵詞語下清楚、明確、毫無反例的定義，否則說者就是不知道自己在說什麼，就是沒資格討論，這態度及行為往往會阻礙討論進行。例如：

什麼是生命？我們能定義死亡的時間嗎？我們能定義「殺」和「未能成功維持生命」的不同嗎？還有，什麼是嬰兒？人養小狗，小狗算是嬰兒嗎？如不能回答這些問題，就沒資格自信地說殺嬰兒是錯的，因為你根本不知道「殺」和「嬰兒」是什麼意思！

對於這種極端者，有人用這種方式反駁：「既然您主張先定義才能討論，請先為『定義』下一個清楚的定義吧！」